# Liste der Denkmäler, Brunnen und Skulpturen in Neubrandenburg
Die  Liste der Denkmäler, Brunnen und Skulpturen in Neubrandenburg (Mecklenburg-Vorpommern) führt die Denkmäler, Brunnen und Skulpturen in Neubrandenburg auf.  Die Liste ist chronologisch nach der Aufstellung der Objekte sortiert (Spalte Errichtung/Einweihung). Die Liste ist nicht vollständig.

## Denkmäler, Brunnen und Skulpturen
| Person / Ereignis                                                                                             | Bild                                                                    | Standort                                                                    | Art                                                     | Künstler                                               | Errichtung / Einweihung | Weitere Informationen |
| --- | ----------------------------------------------------------------------- | --------------------------------------------------------------------------- | ------------------------------------------------------- | ------------------------------------------------------ | --- | --- |
| Heinrich Prillwitz (Henricus Prillwisse)                                                                      |                                                                         | Friedländer Tor                                                             | Sühnestein (Bruchstück)                                 |                                                        | um 1470 | Sühne- und Gedenkstein („Mordwange“) für den 1469 im Krieg der Brandenburger gegen die pommerschen Fürsten bei einem Ausfall vom Feind erschlagenen Neubrandenburger Bürgermeister. |
| Christian Fürchtegott Gellert                                                                                 |                                                                         | Wallanlagen, Nähe Pfaffenstraße                                             | Stele                                                   | unbekannt                                              | 1776 | Errichtet von örtlichen Verehrern des Dichters, Urne von Herzog Adolf Friedrich IV. gestiftet, 1895 restauriert, Urne 1924 von Wilhelm Jaeger erneuert (Original im Regionalmuseum Neubrandenburg) |
| Johann Gottlieb Pistorius                                                                                     |                                                                         | Wallanlagen, Nordseite                                                      | Grabplatte. Kopie. (Original in der St. Johanniskirche) |                                                        | um 1780 | Grabmal des Stargardischen Landsyndikus Pistorius, der sich als erster Neubrandenburger außerhalb der Stadtmauer beisetzen ließ. (Platte um 1970 an den jetzigen Standort versetzt.) |
| Franz Christian Boll                                                                                          |                                                                         | neben der Marienkirche (Südseite)                                           | gotische Säule, Elbsandstein                            | Caspar David Friedrich (Entwurf)                       | 1819/1854 | Gedenkstein für den Neubrandenburger Pastor, 1819 in Dresden angefertigt, aber erst 1854 aufgestellt |
| Kapitän Pflug                                                                                                 |                                                                         | Friedländer Tor                                                             | Steintafel                                              |                                                        | zwischen 1850 und 1900 | Gedenktafel für Opfer des Dreißigjährigen Kriegs. Text: Am 9. März 1631 starb hier Kapitän Pflug mit einem Teil der schwedischen Besatzung den Heldentot bei der Erstürmung der Stadt durch Tilly.... |
| Fritz Reuter                                                                                                  |                                                                         | Wallanlagen (Bahnhofsnähe)                                                  | Sitzstatue, Bronze                                      | Martin Wolff                                           | 29.05.1893 | unter Mitarbeit von Wilhelm Wandschneider |
| Kriegerdenkmal 1870/71 + Kaiser Wilhelm I.                                                                    |                                                                         | Wallanlagen                                                                 | Stele mit Figur (Viktoria) und Relief, Bronze           | Martin Wolff                                           | 1895 | soll im Zweiten Weltkrieg eingeschmolzen worden sein |
| Otto von Bismarck                                                                                             |                                                                         | Reuterstraße                                                                | Stele mit Relief und Adler                              | unbekannt                                              | 1895 | zerstört (nach 1945?) |
| Friedrich Ludwig Jahn                                                                                         |                                                                         | Jahnstraße                                                                  | Büstendenkmal, Bronze                                   | Martin Wolff                                           | 11.09.1904 | gleiche Büste als Denkmal auch in Weißwasser |
| Helmuth von Moltke                                                                                            |                                                                         | Wallanlagen, vor dem Friedländer Tor                                        | Findling, Bronzerelief                                  | ?                                                      | 26.10.1909 | zerstört (nach 1945?) |
| Kriegerdenkmal 1914-18 Turnverein                                                                             |                                                                         | am Sportplatz                                                               | Findling                                                | ?                                                      | um 1920 | |
| Kriegerdenkmal 1914-18 Schützenverein                                                                         |                                                                         | am Schießplatz                                                              | Findling                                                | ?                                                      | um 1920 | |
| Fritz Reuter („Dörchläuchting“, „Mudder Schulten“)                                                            |                                                                         | Markt (bis 1961), Wallanlagen (Bahnhofsnähe)                                | Brunnen mit Figurengruppe                               | Wilhelm Jaeger                                         | 31.03.1923 | „Mudder-Schulten-Brunnen“ bzw. Reuterbrunnen, Darstellung der Schlüsselszene aus Reuters Humoreske „Dörchläuchting“; gestiftet zum Firmenjubiläum eines Neubrandenburger Handelshauses, 1945 beschädigt, 1950 restauriert, 1961 umgesetzt, 2019 neben das Regionalmuseum versetzt                                                                               |
| Friedrich Ludwig Jahn (Turnverein)                                                                            |                                                                         | Brodaer Holz                                                                | Findling                                                |                                                        | 1928 | Gedenkstein für „Turnvater Jahn“, der im Brodaer Holz erste pädagogische Konzepte für das Turnen entwickelte |
| Gesangverein Arion                                                                                            |                                                                         | Tollensesee (Hohes Ufer)                                                    | Findling                                                |                                                        | 1929 | zum 100jährigen Bestehen des Gesangvereins |
| Ernst Lübbert                                                                                                 |                                                                         | Wallanlagen, Ausfahrt Große Wollweberstraße (links)                         | Stele mit Relief                                        | Erich Schmidt-Kestner                                  | 1934 | verlorenes Relief 1994 erneuert |
| Handballerinnen                                                                                               |                                                                         | Kulturpark                                                                  | Figurengruppe                                           | Senta Baldamus                                         | 1987 | Denkmalnummer 185 |
| 1914/18 Gedenkhalle                                                                                           |                                                                         | Tollensesee „Belvedere“                                                     |                                                         | Heinrich Tessenow, Wilhelm Jaeger                      | Herbst 1936 | durch Umbau des bereits 1823/24 von Friedrich Wilhelm Buttel errichteten Belvedere, nach 1970 rückgebaut, 1995 saniert |
| VVN-Gedenkstein                                                                                               |                                                                         | Wallanlagen, beim Stargarder Tor                                            | Granitstein                                             |                                                        | nach 1947 | „Den Toten zum Ruhm, den Lebenden zur Mahnung“ |
| Otto Rühr, Willi Siebert, Opfer des Faschismus                                                                |                                                                         | Staatsanwaltschaft des Amtsgerichtsbezirks Neubrandenburg, Wolgaster Straße | Gedenktafel                                             |                                                        | um 1960 | „Den Helden des antifaschistischen Widerstandskampfes, den Genossen Otto Rühr, Willi Siebert. Ruhm und Ehre unseren teuren Genossen“ |
| Sowjetische Soldaten                                                                                          |                                                                         | Neuer Friedhof                                                              | Sowjetisches Ehrenmal, Kriegerdenkmal                   |                                                        | nach 1970 | |
| Gedenkstätte „Für die Kämpfer gegen Reaktion und Faschismus“                                                  |                                                                         | Hinter dem Neuen Friedhof                                                   | Versammlungsplatz und Gedenkwand; Reliefplastik         | Künstlerkollektiv Wittig, Hartzsch, Adler; Arnd Wittig | 1973 | Zentrale Gedenkstätte des Bezirkes Neubrandenburg. „Ruhm und Ehre den Kämpfern der revolutionären Arbeiterbewegung. Sie weihten ihr Leben dem Kampf für Frieden, Demokratie und Sozialismus“.- „Proletarier aller Länder, vereinigt euch!“ |
| Sowjetische Soldaten                                                                                          |                                                                         | Neuer Friedhof                                                              | Betonrelief und Skulptur „Trauernde Mutter“             | Wittig, Hartzsch, Adler                                | 1975 | |
| Umgekommene Frauen des KZ-Außenlagers des KZ Ravensbrück                                                      |                                                                         | Ihlenfelder Straße 116                                                      | Gedenktafel                                             |                                                        | 1980 | Auf dem Gelände dieses Betriebes befand sich von 1943 bis zur Befreiung durch die Sowjetarmee ein Außenlager des Frauenkonzentrationslagers Ravensbrück, in dem Antifaschistinnen aus acht Ländern eingekerkert, gequält und ermordet wurden. Ihre Opfer sind uns Mahnung und Verpflichtung"                                                                    |
| Synagoge |                                                                         | Poststraße                                                                  | Gedenkstein                                             |                                                        | 1988 | „An dieser Stelle befand sich die Synagoge der Jüdischen Gemeinde Neubrandenburg. Sie wurde in der Pogromnacht vom 9. zum 10. November 1938 durch die Faschisten zerstört“. Dahinter Gedenkort als Anlage mit 19 jüdischen Grabmalen vom alten Friedhof Neubrandenburg.                                                                                         |
| Tote des „Stammlager IIA“ und des „Speziallagers Nr. 9“                                                       |                                                                         | Fünfeichen                                                                  | Holzkreuz, gestützt auf Stahlrohr                       |                                                        | 1993 | |
| Verstorbene des Sowjetischen Internierungslagers                                                              |                                                                         | Ihlenfelder Straße 116                                                      | Gedenktafel                                             |                                                        | 1994 | „Vom Mai bis August 1945 diente das Gelände als Zweitlager des Internierungslagers Fünfeichen des Sowjetischen Innenministeriums. Die Opfer von Nationalsozialismus und stalinistischer Gewalt mahnen“ |
| Isidor-Heine-Gedenkplatte                                                                                     |                                                                         | Friedrich-Engels-Ring                                                       | Bronzeplatte                                            |                                                        | 1998 | Standort des ehemaligen Wohnhauses des Kaufmanns Isidor Heine (Adolf-Friedrich-Straße 22, heute Friedrich-Engels-Ring 29, 1981 wegen Baufälligkeit abgetragen). Text: „Isidor Heine 1861–1942. Hier stand das Haus, in dem der letzte Vorsteher der hiesigen jüdischen Gemeinde lebte, bis er am Vorabend seiner Deportation ins Konzentrationslager verstarb.“ |
| Stolpersteine                                                                                                 | Stolpersteine Ziegelbergstraße · Stolpersteine Friedrich-Engels-Ring 29 | Ziegelbergstraße, Neutorstraße 41, Friedrich-Engels-Ring 29                 | Gedenksteine                                            | Ideengeber: Gunter Demnig, Initiative: Irina Parlow    | 2009 | gravierte Messingplatten 10×10 cm mit Inschrift, verlegt im Gehweg vor einstmaligen Wohnhäusern der Opfer, siehe Liste der Stolpersteine in Neubrandenburg |
| BdV-Gedenkstein für die Heimatvertriebenen                                                                    |                                                                         | Wallanlagen, Ausfahrt Große Wollweberstraße (rechts)                        | Findling                                                |                                                        | 2009 | |
| Familie Siehl                                                                                                 |                                                                         | Buttelstraße, ehemaliger Alter Friedhof                                     | Grabobelisk                                             |                                                        | um 1871 | letztes Grabmal auf dem Gelände des Alten Friedhofs |
| Umgekommene Frauen des Außenlagers des KZ Ravensbrück, die in Rüstungsfirmen Neubrandenburgs arbeiten mussten |                                                                         | Am Franziskanerkloster (Regionalmuseum Neubrandenburg)                      | Skulptur „Die Trauernde“                                | Wolfgang Friedrich                                     | 17. April 2015 | Bronzeplastik, eine abgemagerte und sich mühsam abstützende Frau auf einem abfallenden Steinsockel |
| Karl-Marx-Denkmal                                                                                             |                                                                         | am Schwanenteich, nahe dem südlichen Friedrich-Engels-Ring                  | Bronzeskulptur                                          | Gerhard Thieme                                         | Standort 1969 bis 2001 auf dem Karl-Marx-Platz/Marktplatz, bis 2018 eingelagert, im November 2018 an neuem Standort wieder aufgestellt | Foto von 1990 auf dem Karl-Marx-Platz |